# San José de Huaracha
San José de Huaracha är en ort i Mexiko.   Den ligger i kommunen Jalpa och delstaten Zacatecas, i den centrala delen av landet, 500 km nordväst om huvudstaden Mexico City. San José de Huaracha ligger 1 348 meter över havet och antalet invånare är 116.
Terrängen runt San José de Huaracha är huvudsakligen kuperad, men den allra närmaste omgivningen är platt. San José de Huaracha ligger nere i en dal. Runt San José de Huaracha är det ganska glesbefolkat, med 26 invånare per kvadratkilometer. Närmaste större samhälle är Jalpa, 6,6 km nordost om San José de Huaracha. I omgivningarna runt San José de Huaracha växer huvudsakligen savannskog.